# 檜山哲彦
檜山 哲彦（ひやま てつひこ、1952年3月25日 - 2023年12月30日）は、日本のドイツ文学者、俳人、東京藝術大学名誉教授。専門はドイツ文学（抒情詩）、ユダヤ文化論。

## 来歴
広島県生まれ。修道高等学校を経て、1975年東京大学文学部独文科卒、1977年同大学院修士課程修了。東大文学部助手を経て、1978年から1981年にかけて西ドイツ・ボン大学に学ぶ。1981年東京藝術大学音楽学部専任講師、1983年助教授、2004年教授。2019年退官、名誉教授。
俳人としては沢木欣一に師事。俳誌「風」「万象」を経て「りいの」創刊主催。2001年、第1句集『壺天』で第25回俳人協会新人賞受賞。
2023年12月30日、死去した。71歳没。死没日付をもって正四位に叙され、瑞宝中綬章を追贈された。

## 著書
- 『壺天 句集』角川書店 2001
- 『あああこがれのローレライ ドイツ詩のなかの愛とエロス』ベスト新書 2005
- 『天響 檜山哲彦句集』角川書店 角川21世紀俳句叢書 2012

### 共著
- 『ウィーン 多民族文化のフーガ』饗庭孝男、伊藤哲夫、加藤雅彦、小宮正安、西原稔、平田達治共著 大修館書店 2010

### 翻訳
- 『シューマン・リーダー対訳全集』第2巻 新期社 1985
- ディートリヒ・マック編『ニーベルングの指環 その演出と解釈』宇野道義共訳 音楽之友社 1987
- ホフマンスタール『チャンドス卿の手紙 他十篇』岩波文庫 1991
- 『シューマン歌曲対訳全集』第2‐3巻 音楽之友社 1992-1994
- 『ドイツ名詩選』生野幸吉共編 岩波文庫 1993

## 参考
- [ISBN 978-4-584-12101-6]
- 東京藝術大学